# أندرياس شوير
أندرياس فرانس شوير (بالألمانية: Andreas Scheuer) (مواليد 26 سبتمبر 1974 في باساو) سياسي ألماني ينتمي إلى حزب الاتحاد الاجتماعي المسيحي (CSU). نائب في البرلمان الألماني منذ عام 2002. من 14 مارس 2018 إلى 8 ديسمبر 2021 شغل منصب وزير النقل والبنية التحتية الرقمية في حكومة ميركل الرابعة.
من عام 2009 إلى عام 2013 شغل منصب وزير دولة برلماني في وزارة النقل والبناء والتطوير العمراني، ومن 15 ديسمبر 2013 إلى 13 مارس 2018 ، كان أمينًا عامًا للاتحاد الاجتماعي المسيحي.

## حياته

### دراسته
حصل شوير على الثانوية عام 1994 من ثانوية ليبوليدينيوم في باسو ثم أتم تدريب المعلمين في جامعة باساو والذي انهاه بامتحان الولاية الأول لدائرة التدريس في المدارس الثانوية التخصصية. و فيما بعد حصل على درجة الماجستير في العلوم السياسية كمادة تخصص رئيسة وفي علم الاجتماع والاقتصاد كمادتين تخصص فرعيتين عام 2001 .
مُنح شوير «دكتوراه صغيرة» في الفلسفة من جامعة كارلوفا ، و قد أشرف البروفيسور رودولف كوريرا على الدكتوراه والتي دارات حول التواصل السياسي للحزب الاجتماعي المسيحي في نظام مقاطعة بافاريا  ، هذه الدرجة الأكاديمية تنتمي للمستوى الثاني للماجستير  وليست مكافئة للحصول على الدكتوراة ولكنها تمنح حاملها الحصول على لقب دكتور في الفلسفة. و من ذلك الحين وضع شوير قبل اسمه لقب الدكتور  على الرغم من أن ذلك ممنوع في ألمانيا  ( عدا المناطق التي تقع في ولاتي بايرن و برلين  ) و عارض شوير أيضًا الحملة الانتخابية في عام 2005 بصفته دكتور . و في عام 2005 تمت بعض التحريات النيابية حول احتمال سوءاستخدام شوير للقلب الاكاديمي .

### حياته الشخصية
إن شوير كاثولوكي روماني . كان متزوجًا ثم طلق زوجته وتزوج مرة أخرى  ولديه ابنة . في شهر مايو ( أيار ) عام 2018 انفصل شوير عن زوجته الثانية 

## السياسة

### الحزب
في عام 1994 انضم شوير إلى اتحاد الشباب (JU) و الحزب الاجتماعي المسيحي . كان رئيس جمعية المقاطعة لاتحاد الشباب في مدينة باساو من عام 1997 حتى عام 2003 . من عام 2001 حتى عام 2007 كان ضمن المجلس التنفيذي الوطني لاتحاد الشباب في ولاية بافاريا. كان شوير أيضًا رئيس اتحاد حي بافاريا السفلى لاتحاد الشباب وذلك من شهر ديسمبر ( كانون الأول ) عام 2003 حتى شهر يوليو ( تموز ) عام 2007 . كان شوير نائب رئيس الحزب الاجتماعي المسيحي لجمعية المقاطعة في مدينة باساو وانتمى إلى المجلس التنفيذي للحزب الاجتماعي المسيحي لحي بافاريا السفلى . ينتمي شوير إلى مجلس بلدية باسو منذ علم 2002 .
في الخامس عشر من شهر ديسمبر ( كانون الأول ) عام 2013 انتخب المجلس التنفيذي للحزب شوير بالإجماع ليصبح الأمين العام للحزب الاجتماعي المسيحي . و منذ مارس ( آذار ) عام 2014 يمثل شوير حزبه في مجلس قناة ZDF.

### البرلمان
إن شوير عضوًا في البرلمان الألماني منذ عام 2002 ، دخل البرلمان من خلال قائمة ولاية بافاريا عام 2002  و كذلك في عام 2005 و عام 2009 وعام 2013 وعام 2017 كنائب مُنتخب مباشرة . في انتخابات عام 2005 حصل شوير على 58,5 بالمئة من الصوت الأول وفي عام 2009 حصل على 46,5 بالمئة وفي عام 2013 على 59,8 بالمئة وفي عام 2017 على 47,5 بالمئة .
بعد انتخابات البرلمان عام 2009 عمل شوير في حكومة ميركل الثانية حتى عام 2013 كسكرتير الدولة البرلماني في في وزارة النقل والبناء وتطوير المدينة 

### الوزارة
تم تعين شوير لمنصب الوزير الاتحادي للنقل والبنية التحتية الرقمية في الرابع عشر من شهر مارس ( آذار ) عام 2018 في حكومة ميركل الرابعة.

## وصلات خارجية
- أندرياس شوير على موقع IMDb (الإنجليزية)
- أندرياس شوير على موقع مونزينجر (الألمانية)
- أندرياس شوير على موقع قاعدة بيانات الفيلم (الإنجليزية)
- الصفحة الرسمية لأندرياس شوير
- السيرة الذاتية لأندرياس شوير على موقع البرلمان الألماني
- السيرة الذاتية لأندرياس شوير على موقع التحالف البرلماني لحزبي CDU/CSU
- معلومات عن أندرياس شوير على موقع abgeordnetenwatch.de